# Liste der Baudenkmale in Groß Molzahn
In der Liste der Baudenkmale in Groß Molzahn sind alle denkmalgeschützten Bauten der mecklenburgischen Gemeinde Groß Molzahn und ihrer Ortsteile aufgelistet. Grundlage ist die Veröffentlichung der Denkmalliste des Kreises Nordwestmecklenburg mit dem Stand vom 16. September 2020.

## Baudenkmale nach Ortsteilen

### Groß Molzahn
| ID  | Lage               | Bezeichnung   | Beschreibung | Bild |
| --- | ------------------ | ------------- | ------------ | ---- |
| 644 | Thurower Straße 49 | Feldsteinhaus |              |      |

## Quelle
- Denkmalliste des Landkreises Nordwestmecklenburg (Stand: 9. November 2023; PDF, 1,2 MByte)

- Karte mit allen Koordinaten:
- OSM |
- WikiMap